# ساینپلکس اودئون
ساینپلکس اودئون (انگلیسی: Cineplex Odeon) شرکت سرگرمی و سینماهای زنجیره‌ای کانادایی است، که در سال ۱۹۷۹ تأسیس شد و هم‌اکنون زیرمجموعه‌ای از شرکت سینپلکس انترتینمنت می‌باشد.